# Rosendo Carvalheira
Rosendo Garcia de Araújo Carvalheira (São Paio, Arcos de Valdevez, 8 de julho de 1861 – Sintra, 1919) foi um arquitecto português.

## Biografia
Nasceu na freguesia de São Paio, Arcos de Valdevez, a 8 de julho de 1861, tendo sido batizado nessa freguesia a 15 de julho de 1861, como filho do pedreiro Salvador Garcia e de sua mulher Maria José de Araújo.
Rosendo Carvalheira fez os seus estudos de Condutor de Obras Públicas no Instituto Industrial e Comercial de Lisboa.
A 17 de novembro de 1892, casou primeira vez, na igreja de Santa Isabel, em Lisboa, com Carlota Calleya (São José, Lisboa, 12 de janeiro de 1865 – Lisboa, 31 de março de 1914), filha de Alfredo Aldosser Calleya, natural de Lisboa (freguesia de São Paulo), e Maria Madalena Calleya.
Foi vereador da Câmara Municipal de Lisboa, crítico de arte, secretário do primeiro director (José Malhoa) da Sociedade Nacional de Belas Artes e fez parte do Sociedade dos Makavenkos.
Fez parte da Maçonaria, tendo sigo regularizado em 1893 na Loja Tolerância, de Lisboa.
A 14 de outubro de 1914, casou segunda vez civilmente, em Lisboa, com Maria Augusta Calleya (São José, Lisboa, c. 1861), doméstica, irmã de sua primeira mulher Carlota Calleya.
Encontra-se colaboração da sua autoria na revista A imprensa (1885-1891) e no Anuário da sociedade dos arquitetos portugueses (1905-1910).

## Obras

### Projectos e obras
- Restauro da Sé da Guarda (1899 - 1921)[10]
- Restaurante Abadia no Palácio Castelo Melhor, actual "Palácio Foz", Lisboa.[11]
- Remodelação e ampliação da Tabacaria Mónaco na Praça de D. Pedro IV, Lisboa.[12]
- Requalificação do espaço que tinha estado ocupado pelos edifícios secundários do Palácio Nacional de Sintra, demolidos em 1912.[13]
- Remodelação da Vila Maria Pia em Monte Estoril, Cascais com o arquitecto Luís Caetano Pedro d'Ávila.[14]
- Anexo do Palácio de Belém.[15]
- Sanatório Grandella, Montachique, Loures (obra inacabada).
- Sanatório de Sant' Ana, Parede, Cascais (1912).[4]
- Liceu Passos Manuel, Lisboa (1911) com (projeto base de José Luís Monteiro).

### Livros
- Memória[10]

## Toponímia
- Rua Arquitecto Rosendo Carvalheira na Parede, Cascais.